# Hôtel Moufle de La Thuilerie
L’hôtel Moufle de La Thuilerie ou hôtel Serres est un ancien hôtel particulier situé au no 16, place Vendôme, dans le 1er arrondissement de Paris.
Sur un terrain acquis par Nicolas-Jérôme Herlaut, l'hôtel est construit pour l'entrepreneur Pierre Grandhomme de 1723 à 1724, par l'architecte Germain Boffrand.
Il appartient ensuite à Barthélémy Moufle de La Thuilerie, qui lui donne son nom, et passe ensuite de main en main, aux familles Boffin de La Sône, Serres, Roche des Escures, puis à la ville de Paris.
Il est aujourd’hui, une copropriété privée et accueille notamment les boutiques des maisons Piaget, Gucci et Comme des Garçons.

## Situation
L’hôtel se trouve à l’est de la place et est mitoyen de l’hôtel Duché des Tournelles au no 18, et de l’hôtel de La Fare au no 14.

## Historique
Nicolas-Jérôme Herlaut acquiert la parcelle en 1710. À sa mort, ses héritiers vendent celle-ci, le 5 mars 1720, au financier John Law de Lauriston. Ce dernier est obligé de prendre la fuite pour Venise, à la suite de l’effondrement de son système financier, en décembre 1720. Tous ses biens sont alors saisis, dont la parcelle qui est vendue à l’entrepreneur Pierre Grandhomme le 18 mars 1723. Il y fait bâtir son hôtel par l’architecte Germain Boffrand, jusqu’en 1724.
L’hôtel est vendu à Barthélémy Moufle de La Thuilerie, trésorier général de la Marine, en 1733 puis revendu en 1754 à Aymard-Félicien Boffin de La Sône, lieutenant général et colonel des Gardes françaises. Celui-ci, en 1772, cède la propriété à son fils, Noé Boffin de La Sône, gouverneur de Bordeaux.
En 1785, l’hôtel est vendu à Jean-Pierre Serres, qui y fait réaliser de nombreux travaux, notamment les décors de l’antichambre, de la chambre et du salon, les trois pièces du premier étage donnant sur la place, exécutés dans le style Empire. Le fils de ce dernier conserve l’hôtel jusqu’en 1821, et le vend alors à Louis-Gilbert Roche des Escures. Celui-ci y fait mener des travaux de rafraichissement et d’embellissement, notamment par la construction de dépendances et du bâtiment donnant sur le no 23, place du Marché-Saint-Honoré.
En 1854, l’hôtel est loué au journal « Le Moniteur universel », puis revendu en 1886 à la ville de Paris qui le conserve jusqu’en 1938. Il est depuis, une copropriété privée.

## Protection
L’hôtel est inscrit au monuments historiques pour  ses décors du premier étage, par arrêté du 10 août 1927 puis classé pour ses façades et toitures par arrêté du 11 décembre 1942.